# Simon Sebag Montefiore
Simon Jonathan Sebag Montefiore (* 27. července 1965, Londýn) je britský židovský historik a spisovatel. Vystudoval University of Cambridge, žije v Londýně, je ženatý a má dvě děti. Jeho knihy byly k roku 2008 přeloženy do 34 jazyků a řadí se mezi světové bestsellery. Za své knihy obdržel řadu literárních ocenění, včetně Los Angeles Times Book Prize, Marsh Biography Prize, Costa Book Award, Bruno Kreisky Award či Prix de la Biographie Politique. Je členem Royal Society of Literature.

## Dílo
Literatura faktu
- Jerusalem: the Biography, a fresh history of the Middle East
- 101 World Heroes, 2009
- Monsters – History's most evil men and women, 2008
- Young Stalin, 2008
- Stalin: The Court of the Red Tsar, 2005, 2004 ISBN 1400042305 ISBN 978-1400042302
- Potemkin: Catherine the Great's Imperial Partner, 2005
Catherine the Great and Potemkin, 2004
- Speeches that Changed the World: The Stories and Transcripts of the Moments that Made History, 2008, 2007
Speeches that Changed the World, 2007
- Piggy Foxy and the Sword of Revolution: Bolshevik Self-Portraits (Annals of Communism Series) with Alexander Vatlin, Larisa Malashenko and Vadim A. Staklo, 2006
- A History of Caucasus, 2005 ISBN 0-297-81925-9 ISBN 978-0-297-81925-7
- King's Parade, 1992

Beletrie
- Sashenka, 2008
- My Affair with Stalin, 2004